# Зависимое расстройство личности
Зави́симое расстро́йство ли́чности; расстро́йство типа зави́симой ли́чности (устаревшие названия — расстро́йство ли́чности астени́ческого типа, астени́ческая психопати́я) — расстройство личности, характеризующееся повышенным ощущением беспомощности, некомпетентности и нежизнеспособности без поддержки других людей, потребность в которой ощущается большую часть времени. Включено в МКБ-10 и DSM-5.

## Диагноз

### МКБ-10
Диагностические критерии из адаптированной для использования в России версии Международной классификации болезней 10-го пересмотра МКБ-10 (общие диагностические критерии расстройств личности, соответствие которым должно быть у всех подтипов расстройств):

Состояния, не объясняющиеся прямым образом обширным повреждением или заболеванием мозга или другим психическим расстройством и удовлетворяющие следующим критериям:
- а) заметная дисгармония в личностных позициях и поведении, вовлекающая обычно несколько сфер функционирования, например аффективность, возбудимость, контроль побуждений, процессы восприятия и мышления, а также стиль отношения к другим людям; в разных культуральных условиях может оказаться необходимой разработка специальных критериев относительно социальных норм;
- б) хронический характер аномального стиля поведения, возникшего давно и не ограничивающегося эпизодами психической болезни;
- в) аномальный стиль поведения является всеобъемлющим и отчётливо нарушающим адаптацию к широкому диапазону личностных и социальных ситуаций;
- г) вышеупомянутые проявления всегда возникают в детстве или подростковом возрасте и продолжают своё существование в периоде зрелости;
- д) расстройство приводит к значительному личностному дистрессу, но это может стать очевидным только на поздних этапах течения времени;
- е) обычно, но не всегда, расстройство сопровождается существенным ухудшением профессиональной и социальной продуктивности.

— Международная классификация болезней (10-й пересмотр), адаптированный для использования в Российской Федерации — /F60/ Специфические расстройства личности. Диагностические критерии
Для отнесения расстройства личности к одному из определённых в МКБ-10 подвидов (для постановки диагноза большей части подтипов) необходимо, чтобы оно удовлетворяло по крайней мере трём определённым для этого вида критериям.
Диагностические критерии из официальной, международной версии МКБ-10 от Всемирной организации здравоохранения (общие диагностические критерии расстройств личности, соответствие которым должно быть у всех подтипов расстройств):

- G1. Указание на то, что характерные и постоянные типы внутренних переживаний и поведения индивидуума в целом существенно отклоняются от культурально ожидаемого и принимаемого диапазона (или «нормы»). Такое отклонение должно проявляться более чем в одной из следующих сфер:
  - 1) когнитивная сфера (то есть характер восприятия и интерпретации предметов, людей и событий; формирование отношений и образов «Я» и «другие»);
  - 2) эмоциональность (диапазон, интенсивность и адекватность эмоциональных реакций);
  - 3) контролирование влечений и удовлетворение потребностей;
  - 4) отношения с другими и манера решения интерперсональных ситуаций.

- G2. Отклонение должно быть полным в том смысле, что отсутствие гибкости, недостаточная адаптивность или другие дисфункциональные особенности обнаруживаются в широком диапазоне личностных и социальных ситуаций (то есть не ограничиваясь одним «пусковым механизмом» или ситуацией).
- G3. В связи с поведением, отмеченном в пункте G2, отмечается личностный дистресс или неблагоприятное воздействие на социальное окружение.
- G4. Должны быть данные о том, что отклонение является стабильным и длительным, начинаясь в старшем детском или подростковом возрасте.
- G5. Отклонение не может быть объяснено как проявление или последствие других психических расстройств зрелого возраста, хотя эпизодические или хронические состояния из секций от F0 до F7 настоящей классификации могут существовать одновременно с ним или возникать на его фоне.
- G6. В качестве возможной причины отклонения должны быть исключены органическое заболевание мозга, травма или дисфункция мозга (если выявляется такая органическая обусловленность, следует использовать рубрику F07).

Оригинальный текст (англ.)
- G1. Evidence that the individual's characteristic and enduring patterns of inner experience and behaviour deviate markedly as a whole from the culturally expected and accepted range (or 'norm'). Such deviation must be manifest in more than one of the following areas:
  - (1) cognition (i.e. ways of perceiving and interpreting things, people and events; forming attitudes and images of self and others);
  - (2) affectivity (range, intensity and appropriateness of emotional arousaland response);
  - (3) control over impulses and need gratification;
  - (4) relating to others and manner of handling interpersonal situations.

- G2. The deviation must manifest itself pervasively as behaviour that is inflexible, maladaptive, or otherwise dysfunctional across a broad range of personal and social situations (i.e. not being limited to one specific 'triggering' stimulus or situation).
- G3. There is personal distress, or adverse impact on the social environment, or both, clearly attributable to the behaviour referred to under G2.
- G4. There must be evidence that the deviation is stable and of long duration, having its onset in late childhood or adolescence.
- G5. The deviation cannot be explained as a manifestation or consequence of other adult mental disorders, although episodic or chronic conditions from sections F0 to F7 of this classification may co-exist, or be superimposed on it.
- G6. Organic brain disease, injury, or dysfunction must be excluded as possible cause of the deviation (if such organic causation is demonstrable, use category F07).

— Международная классификация болезней (10-й пересмотр) — /F60/ Специфические расстройства личности. Диагностические критерии
Согласно МКБ-10 расстройство типа зависимой личности диагностируется при наличии общих диагностических критериев расстройства личности, и плюс к ним трёх и более из нижеследующих признаков:
- а) стремление переложить на других большую часть важных решений в своей жизни;
- б) подчинение своих собственных потребностей потребностям других людей, от которых зависит пациент, и неадекватная податливость их желаниям;
- в) нежелание предъявлять даже разумные требования людям, от которых индивидуум находится в зависимости;
- г) чувство неудобства или беспомощности в одиночестве из-за чрезмерного страха неспособности к самостоятельной жизни;
- д) страх быть покинутым лицом, с которым имеется тесная связь, и остаться предоставленным самому себе;
- е) ограниченная способность принимать повседневные решения без усиленных советов и подбадривания со стороны других лиц.

Дополнительные признаки могут включать представления о себе как о беспомощном, некомпетентном человеке, не обладающем жизнестойкостью.
Включаются:
- астеническое расстройство личности;
- астеническая личность;
- неадекватная личность;
- пассивное расстройство личности;
- пассивная личность;
- самоподавляющее расстройство личности;
- самоподавляющая личность[5].

### DSM-5
Согласно DSM-5 зависимое расстройство личности относится к кластеру С (тревожные и панические расстройства). Человек с таким расстройством характеризуется ощущаемой как необходимость избыточной потребностью в заботе о себе со стороны окружающих, что приводит к повышенной покорности и привязчивости, страхам разлучения. Для постановки диагноза необходимо чтобы пять или более из ниже перечисленных характеристик начали проявляться с ранней зрелости (от восемнадцати лет и старше) в самых разных контекстах, а также чтобы расстройство удовлетворяло общим критериям расстройства личности.
1. Испытывает трудности в принятии повседневных решений, если не получает завышенного количества рекомендаций и одобрений со стороны окружающих.
2. Испытывает потребность в людях, которые брали бы на себя ответственность за большую часть его (её) жизни.
3. Испытывает трудности с выражением несогласия с другими из-за страха потери материальной поддержки или одобрения.
4. Испытывает трудности в проявлении инициативы или самостоятельной деятельности.
5. Далеко заходит в стремлении получить опеку и поддержку от окружающих — может даже добровольно вызываться делать неприятные для себя вещи.
6. Чувствует дискомфорт или беспомощность, из-за преувеличенного страха, что не сможет о себе позаботиться.
7. В срочном порядке ищет новых отношений, которые могли бы служить источником помощи и поддержки, если предыдущие близкие отношения разрываются.
8. Испытывают неадекватное количество страхов и беспокойств в связи с перспективой самостоятельно о себе заботиться[6].

## Терапия
Люди с зависимым расстройством личности испытывают тягу к людям в первую очередь из-за их несамостоятельности или страха остаться совсем одному. Поэтому в качестве терапии используют когнитивную или когнитивно-поведенческую психотерапию, цель которой заключается в развитии самостоятельности у пациента и налаживании нормальных связей с ближайшим окружением.